# Nergöl
Nergöl är en sjö i Åtvidabergs kommun i Småland och ingår i Vindåns huvudavrinningsområde.